# Ronny Nouwen
Ronnie Nouwen (Rotterdam, 21 juli 1982) is een Arubaans amateurvoetballer, die uitkomt voor sv Charlois. Hij speelde voor het Arubaans voetbalelftal en kwam ook uit voor Excelsior. In 2012 won hij met het nationale elftal de 3e editie van de ABCS-toernooi.